# Aleksandria Niedziałowska
Aleksandria Niedziałowska is een plaats in het Poolse district  Chełmski, woiwodschap Lublin. De plaats maakt deel uit van de gemeente Rejowiec en telt 190 inwoners.